# Bernhard Stockman
Bernhard Stockman, 15 augusti 1947, är en svensk elektroingenjör och internetpionjär.
Under 1970-talet såg Bernhard Stockman sig själv som hippie och levde för dagen. Under 1980-talet kom han in på KTH och studerade till elektroingenjör. Där kom han genom datorklubben Stacken för första gången i kontakt med datorer. Han fick jobb som systemansvarig på KTH vilket ledde till att han senare började arbeta för universitetsnätverken Sunet och Nordunet. Bernhard Stockman hade en viktig roll i skapandet av ett europeiskt stamnät, vilket initierades av Kees Neggers vid en konferens i Amsterdam 1991. År 1992 lanserades stamnätet EBONE som några år senare, 1996, kommersialiserades. Som teknisk projektledare för utbyggnaden av det europeiska TCP/IP-nätet mötte Stockman och hans kollegor motstånd då EU och de nationella televerken samtidigt investerade stora summor i att istället använda X.25-nätet. I längden kom TCP/IP att bli dominerande.
År 1992 blev Stockman den första utomamerikanska medlemmen i IESG, Internet Engineering Steering Group, som ledde arbetet för IETF, Internet Engineering Task Force, en organisation som avgör vilka tekniska regler som gäller för hela internet.
I samband med att Bernhard Stockman var ansvarig för en IETF-konferens i Stockholm 1995 försåg Telia arrangemanget med uppkoppling. Detta ledde till att han året därpå började arbeta för Telia med att få ut internet till gemene man via TCP/IP.